# Combinezon HAZMAT

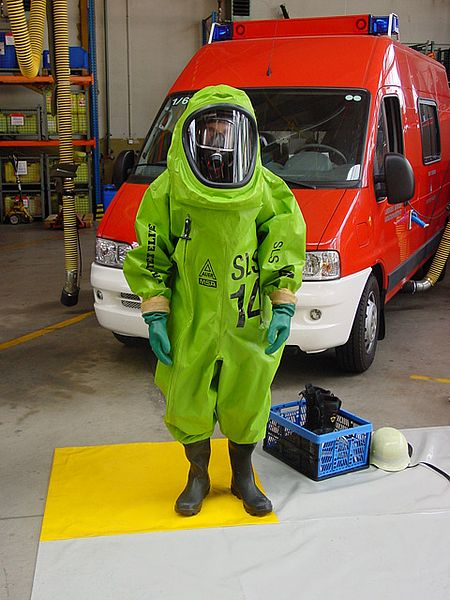
Model de combinezon Hazmat

Combinezonul HAZMAT este un echipament de protecție individuală ce protejează purtătorul de materiale periculoase.  „HAZMAT” provine din limba engleză de la „hazardous materials”. Aceste costume se poartă pe deasupra altor structuri protectoare și sunt prevăzute cu dispozitive de supraveghere medicală și de comunicare cu exteriorul, precum și cu adezivi de etanșare a deschiderilor. Purtătorii sunt supuși unor proceduri de decontaminare înainte de îndepăratarea acestor costume.